# Éditions Larousse

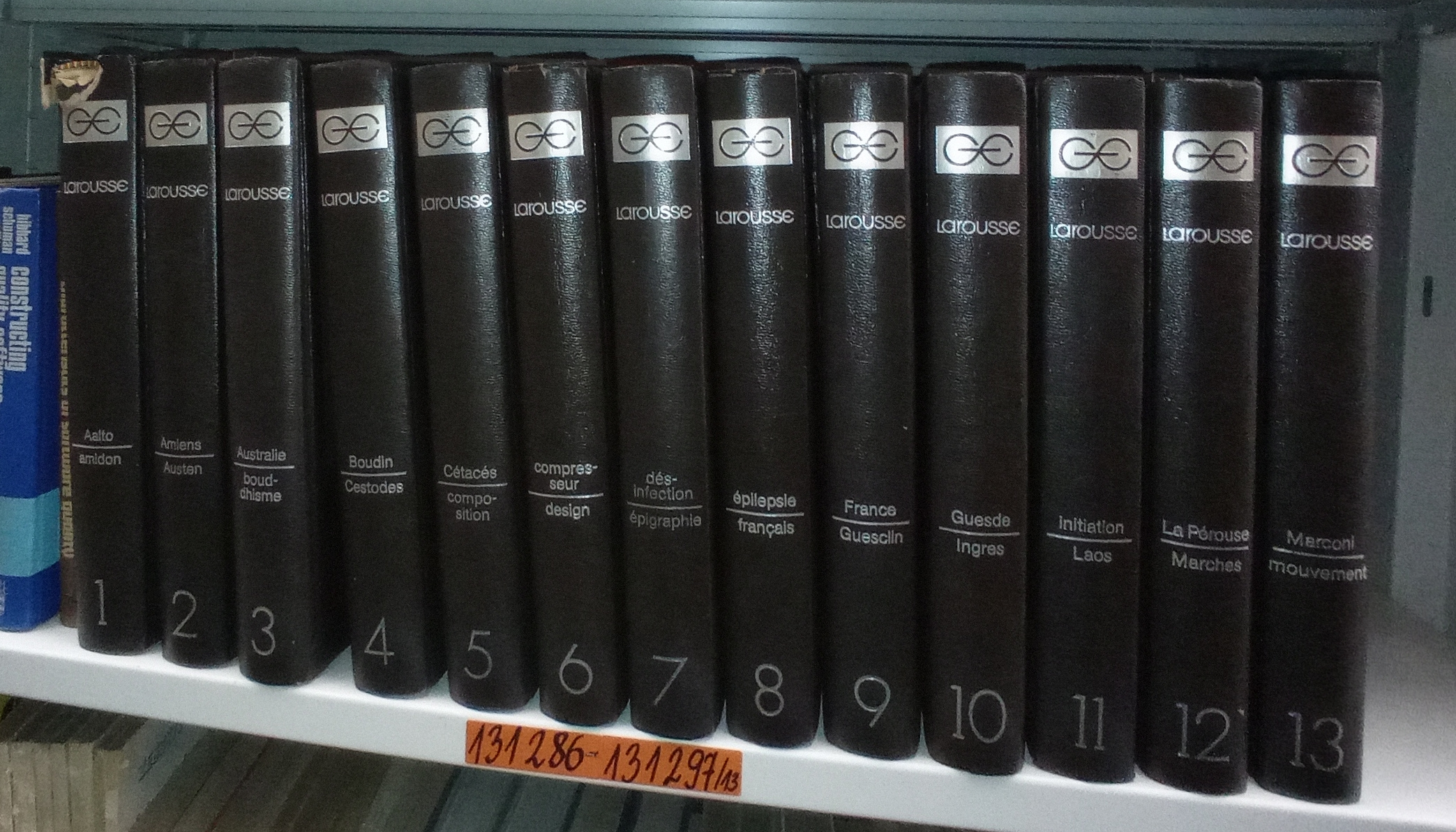
La Grande Encyclopedie Larousse

Éditions Larousse – francuskie wydawnictwo założone w 1852 w Paryżu przez Pierre'a Larousse'a i Augustina Boyera jako Librairie Larousse. 
Éditions Larousse specjalizuje się w wydawaniu encyklopedii, słowników, albumów i serii klasyków. Od stu lat jej nakładem ukazuje się „Le Petit Larousse”, słownik encyklopedyczny, wychodzący także  po hiszpańsku i włosku.
Wydawnictwo ma siedzibę główną we Francji oraz filie w większości państw świata. W 2002 roku współpracę z francuskim Wydawnictwem Larousse nawiązało Wydawnictwo Siedmioróg, co doprowadziło do powstania spółki Larousse Polska. Z początkiem 2008 roku Spółka Larousse Polska została przejęta przez Wydawnictwo Hachette Polska Sp. z o.o.
Larousse Polska publikuje: encyklopedie, słowniki dwujęzyczne, albumy, poradniki, książki kucharskie, atlasy.